# 아이패드 (7세대)
7세대 아이패드(7th generation of iPad)는 애플이 디자인, 제조 및 판매한 태블릿 컴퓨터이다. 10.2인치 레티나 디스플레이를 탑재했으며 애플 A10 퓨전 프로세서로 작동한다. 6세대 아이패드의 후속 제품이다. 디바이스는 2019년 9월 10일에 공개되었으며 2019년 9월 25일부터 배송이 시작되었다.
스마트 키보드 커넥터를 가지고 있으며 애플 펜슬 (1세대)를 지원한다. 저가 및 교육용 태블릿 시장을 겨냥한 제품이다.
9.7인치 화면을 가지고 있던 기존 아이패드 모델과는 달리, 10.2인치 화면을 사용하면서 진입 단계 아이패드 모델의 화면 크기가 10인치를 넘어가는 첫 경우가 되었다.
후속작인 2020년형 아이패드 (8세대)가 2020년 9월 15일 온라인으로 공개되었다. 따라서 같은날 7세대 아이패드는 공식적으로 단종되었다. 8세대 아이패드는 2020년 9월 18일부터 본격적으로 배송을 시작, 7세대 아이패드의 자리를 대신하였다.

## 역사
6세대 아이패드의 후속작에 대한 루머가 2019년 중반부터 수면에 드러나기 시작했다. 시작은 7개의 아이패드 모델이 EEC(Eurasian Economic Commision)에 등록된 것이 계기였으며 이를 통해 차후 애플의 신제품에 대한 데이터베이스를 축적할 수 있었다. 7개 모델중 하나가 새로운 진입 단계의 아이패드가 될 것으로 추측되었으며 2018년 아이패드 모델에서부터 작은 디자인 변화가 전망되었다. 몇개의 정보는 새로운 아이패드 모델이 듀얼 렌즈를 탑재할 것이라는 내용으로 해석되었다. 차후 공개된 정보로 기존 아이패드 모델의 9.7인치 화면에서 신형 아이패드 모델은 10.2인치로 화면이 커질 것임을 추측할 수 있었다. BGR의 보고서에 따르면 애플은 신형 아이패드를 2019년 7월부터 대량 생산이 가능하도록 허가를 받은 상태였다. 예상 출시일은 같은 해 3분기로 추정되었다.
아이패드 7세대는 최종적으로 2019년 9월 10일, 애플에 의해 스티브 잡스 시어터에서 공개되었으며 당초 배송 날짜는 9월 30일으로 예상되었다. 가격은 미화 329달러로 책정되었다. 7세대 아이패드는 2019년 9월 25일, 애플 스토어에서도 공개되었다.
본체의 크기가 커지면서 아이패드 에어 (3세대), 아이패드 프로 (10.5")와 동일한 크기를 갖게 되었다. 따라서 세 모델 모두 동일한 직접 연결식 스마트 키보드를 사용 가능하다. 재충전과 블루투스 페어링이 필요한 기존 스마트 키보드를 대체할 직접 연결식 키보드는 교육 시장이 항상 필요로 했던 수요이다. 이에 따라 모든 아이패드 모델들은 제3사의 블루투스 키보드를 지원하지 않는다.

## 평가
7세대 아이패드 모델은 작년의 9.7인치 모델 대비 프로세서의 변화가 전혀 없다는 점에서 큰 비난을 받았다. 하지만 A10 프로세서 자체는 업그레이드 되지 않았음에도 메모리의 용량은 3GB로 확장되었다. 작년 모델의 2GB 메모리보다 50%가량 더 많은 것으로, 성능을 향상할 가능성이 존재한다. 배터리 사용시간도 작년의 모델과 동일하다.